# East Cambridgeshire
East Cambridgeshire är ett distrikt (motsvarande kommun) i grevskapet Cambridgeshire i England, Storbritannien. Distriktet har 89 394 invånare (2022).
Större orter är Ely (huvudort) och Soham.
East Cambridgeshire består av 35 civil parishes för visst lokalt självstyre.